# Бранко Радичевич
Бранко Радичевич (18 квітня 1824 — 18 червня 1853) — сербський поет-лірик. Вивчав право і медицину у Відні. Представник сербського національного відроження, сподвижник Вука Караджича. Автор збірника ліричних віршів (1847), поем «Гойко» (1848), «Могила гайдука» (1949), сатиричної поеми «Шлях».
Переклад віршу «Ніч у ніч» здійснив Степан Руданський.